# J.R.R. Tolkien
John Ronald Reuel Tolkien (Bloemfontein, Oranje Vrijstaat, 3 januari 1892 – Bournemouth, Verenigd Koninkrijk, 2 september 1973) was een Engelse filoloog, dichter en hoogleraar in de Engelse taal- en letterkunde. Hij werd vooral bekend als de schrijver van De Hobbit, In de ban van de ring en De Silmarillion, waarmee hij de vader van de moderne fantasy-literatuur werd.
Tolkien was van 1925 tot 1945 hoogleraar Angelsaksische taal aan de Universiteit van Oxford en van 1945 tot 1959 hoogleraar Engelse taal en literatuur aan het Merton College, eveneens onderdeel van de Universiteit van Oxford. Hij was een goede vriend van C.S. Lewis, een medelid van de informele literaire discussiegroep The Inklings. Op 28 maart 1972 werd Tolkien door koningin Elizabeth II benoemd tot commandeur in de Orde van het Britse Rijk.
Na Tolkiens dood publiceerde zijn zoon Christopher diverse werken van zijn vader en ook diens aantekeningen en onvoltooide verhalen. Zo verscheen in 1977 De Silmarillion, waaraan Tolkien het grootste deel van zijn leven had gewerkt. Samen met De Hobbit en In de ban van de ring vormt het een geheel van verhalen, gedichten, fictieve geschiedenissen, verzonnen talen en literaire essays over de wereld Arda en het continent Midden-aarde. Tussen 1951 en 1955 gebruikte Tolkien de term legendarium om er het merendeel van zijn werken mee aan te duiden.
Hoewel vele auteurs fantasy hadden gepubliceerd voor Tolkien, leidde het succes van De Hobbit en In de ban van de ring tot een opleving van het genre. Dit zorgde ervoor dat Tolkien de 'vader' van de moderne fantasyliteratuur werd – of, meer concreet, van het subgenre high fantasy. In 2008 plaatste The Times hem op de zesde plaats van De 50 grootste Britse schrijvers sinds 1945 en in 2009 stond hij op de vijfde plaats van best verdienende overledenen. In 2012 bleek uit de archieven van de Nobelprijs, dat Tolkien in 1961 was afgewezen voor de Nobelprijs voor Literatuur onder meer vanwege zijn "middelmatige vertelkunst" en "magere proza" (poor prose).

## Biografie

### Afkomst

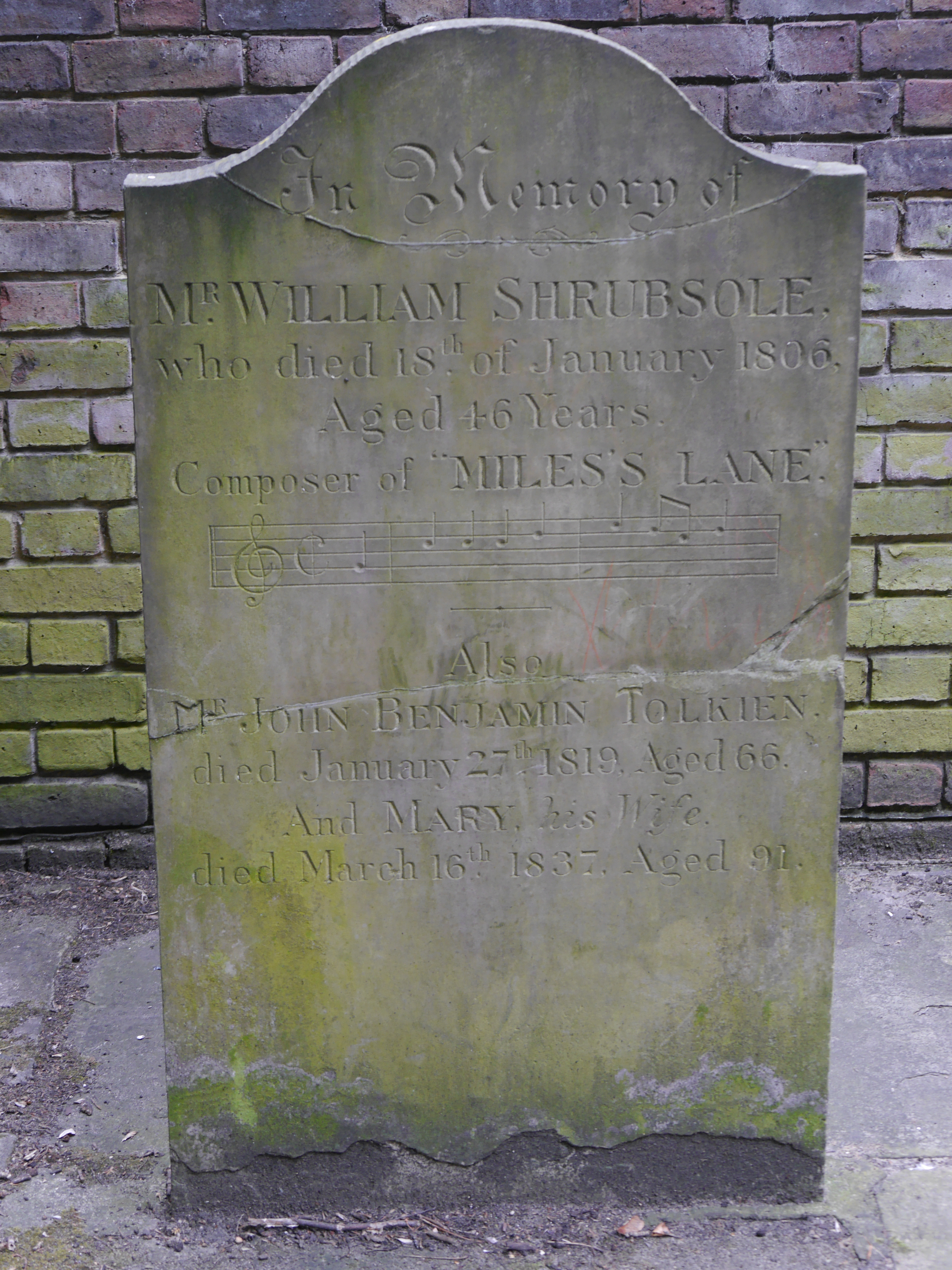
Grafmonument in Bunhill Fields voor William Shrubsole en Tolkiens grootouders.

Tolkiens voorouders van vaderskant waren voornamelijk ambachtslieden, die klokken, horloges en piano's maakten en verkochten in Londen en Birmingham. De familie Tolkien emigreerde in de 18e eeuw uit het Duitse Koninkrijk Saksen naar het Verenigd Koninkrijk en was al snel een 'echte' Engelse familie geworden. De meer prozaïsche leden van de familie zeiden dat de Tolkiens in 1756 in Engeland arriveerden, gevlucht voor de invasie van het keurvorstendom Saksen door Frederik de Grote tijdens de Zevenjarige Oorlog. De naam Tolkien is een Engelse verbastering van Tollkiehn, van het Duitse tollkühn, wat 'roekeloos' of 'overmoedig' betekent. Veel andere families met de achternaam Tolkien of een variant daarop wonen in het noordwesten van Duitsland, voornamelijk in Nedersaksen en Hamburg. Een Duitse schrijver denkt dat de naam Tolkien afgeleid is van Tolkynen, de Oudpruisische naam van het dorp Tołkiny, nabij Kętrzyn in het noordoosten van Polen (destijds Oost-Pruisen), hoewel het redelijk ver verwijderd is van Nedersaksen.
Tolkiens grootouders van moederskant, John en Edith Jane Suffield, waren baptisten, die in Birmingham woonden. Zij hadden er een winkel. De familie Suffield had sinds het begin van de negentiende eeuw verschillende bedrijven, die geleid werden vanuit hetzelfde gebouw, Lamb House. Sinds 1810 had Tolkiens betovergrootvader William Suffield er een boekenwinkel. Tolkiens overgrootvader, ook John Suffield, had er sinds 1826 een kledingwinkel.

### Jeugdjaren

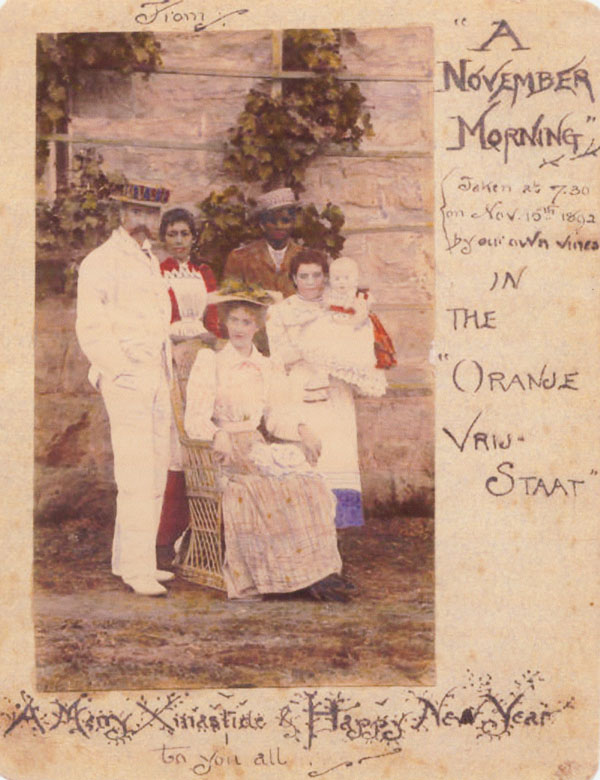
Kerstkaart uit 1892 met een ingekleurde foto van de familie Tolkien in Bloemfontein, verstuurd aan familie in Birmingham.

John Ronald Reuel Tolkien werd op 3 januari 1892 geboren in Bloemfontein in de toenmalige Oranje Vrijstaat (wat nu de Zuid-Afrikaanse provincie Vrijstaat is). Hij was de zoon van Arthur Reuel Tolkien (1857-1896), een Engelse bankdirecteur en zijn vrouw Mabel Suffield (1870-1904). Toen Arthur werd bevorderd tot hoofd van een Britse bank in Bloemfontein vertrok het paar vanuit Engeland naar Zuid-Afrika. Tolkien had een jongere broer, Hilary Arthur Reuel Tolkien, die werd geboren op 17 februari 1894.
Als kind werd Tolkien in de tuin gebeten door een grote Afrikaanse baviaanspin. Deze gebeurtenis zou later terugkeren in zijn verhalen, alhoewel Tolkien er naar eigen zeggen geen concrete herinnering aan had, en evenmin een speciale haat tegen spinnen had ontwikkeld. Toen hij drie jaar oud was, ging Tolkien met zijn moeder en zijn broertje naar Engeland voor een langdurig familiebezoek. Zijn vader stierf echter in Zuid-Afrika aan acute reuma, voordat hij ook naar Engeland kon komen. Hierdoor zat het gezin zonder inkomen, dus trok het in bij de grootouders in Birmingham. Korte tijd later, in 1896, verhuisde de familie naar Sarehole (nu in Hall Green), dat toen nog een dorp in Worcestershire was. Tolkien ging graag op onderzoek uit in de molen in Sarehole en ook in Moseley Bog (een natuurreservaat), de Clent Hills en Malvern Hills. Deze plaatsen vormden later een bron van inspiratie voor zijn boeken, zoals dat ook het geval was met de dorpjes in Worcestershire, zoals Bromsgrove, Alcester en Alverchurch. Dat gold ook voor zijn tantes boerderij Bag End, een naam die zou terugkeren in Tolkiens verhalen.
Mabel onderwees haar twee zonen zelf. Ronald, zoals hij werd genoemd, was een slimme leerling. Zijn moeder leerde hem veel over plantkunde en bracht hem de voorliefde voor planten bij. De jonge Tolkien tekende graag landschappen en bomen, maar het liefst leerde hij talen. Zijn moeder bracht hem de beginselen van het Latijn bij. Hij kon al lezen toen hij vier was en niet veel later kon hij ook goed schrijven. Zijn moeder liet hem veel lezen. Hij had een hekel aan Treasure Island en The Pied Piper (De rattenvanger van Hamelen) en vond Alice in Wonderland van Lewis Carroll grappig maar verwarrend. Hij hield meer van verhalen over indianen en de fantasyverhalen van George MacDonald. Daarnaast waren de Fairy Books van Andrew Lang bijzonder belangrijk voor hem en zijn latere werk.
Tolkien ging naar de King Edward's School in Birmingham, waar hij werd opgesteld in de erehaag van de parade ter gelegenheid van de kroning van koning George V. Hij stond vlak bij de poort van Buckingham Palace. Later ging hij naar de St. Philip's School.
Mabel Tolkien bekeerde zich in 1900 tot het katholicisme, ondanks felle protesten van haar doopsgezinde familie, die vervolgens hun financiële steun aan haar stopzette. In 1904, toen Tolkien 12 jaar was, overleed ze aan de gevolgen van diabetes type 1, in Fern Cottage in Rednal bij Birmingham, waar ze toen woonden. Mabel Tolkien was toen ongeveer 34 jaar oud, ongeveer zo oud als iemand destijds met dat type diabetes zonder behandeling kon worden – insuline zou pas twee decennia later worden ontdekt. Ze ligt begraven op het kerkhof van de katholieke St. Peter's Church in Bromsgrove (Worcestershire). Tolkien zou de rest van zijn leven zijn moeder als een martelaar van haar geloof beschouwen.
Vlak voor haar dood had Mabel Tolkien de voogdij over haar zonen toegewezen aan E.H. Francis Xavier Morgan van het oratorium van Birmingham, die hen moest opvoeden als goede katholieken. Hij woonde daar in de schaduw van de Perrott's Folly en de victoriaanse toren van Edgbaston Waterworks, wat wellicht het beeld heeft beïnvloed van de donkere torens in zijn werk. Ook de romantische middeleeuwse schilderingen van Edward Burne-Jones en de prerafaëlieten hebben een sterke invloed gehad op zijn werk.

### Tolkien, Esperanto en Europa
Als jonge man leerde hij Esperanto nadat hij met deze taal had kennis gemaakt via de Officers' Training Corps en de Scoutsbeweging van Lord Baden-Powell. In 1909, op de leeftijd van 17 jaar, maakte hij al aantekeningen in het Esperanto ('Het Boek van de Foxrook'). Tolkien kwam vooral in contact met het Esperanto in de periode 1907-1909 en 1930-1933.
In 1932 schreef hij dat hij de grammatica en de structuur van het Esperanto had geleerd en dat hij 'een redelijk aantal' ('a fair amount') teksten in deze taal had gelezen. Uit teruggevonden notities uit 1909 blijkt dat hij toen in ieder geval in het Esperanto kon schrijven.
Tijdens een conferentie zei hij bij de inleiding van zijn speech "A Secret Vice '(1931) - over zijn voorliefde voor taalcreatie - dat hij persoonlijk gelooft in een 'kunstmatige taal' in ieder geval voor Europa, waarmee hij doelde op "de wenselijkheid van zo'n taal  'vóór vele andere goede doelen' om Europa te verenigen, alvorens het door een niet-Europa wordt opgeslokt.

### Latere jeugd
In 1911, toen hij studeerde aan de King Edward's School in Birmingham, richtte Tolkien samen met drie vrienden, Rob Gilson, Geoffrey Smith en Christopher Wiseman, een geheim genootschap op, dat ze T.C.B.S. noemden. Deze initialen betekenen Tea Club and Barrovian Society en waren een zinspeling op hun voorliefde voor drinken van thee in de Barrow's Stores, vlak bij hun school en ook stiekem in de bibliotheek van de school. Na school hielden de leden contact en in december 1914 hielden ze een vergadering in Londen bij Wiseman thuis, die Tolkien tot het schrijven van poëzie bracht.
In de zomer van 1911 ging Tolkien op vakantie naar Zwitserland, wat hij zich nog levendig kan herinneren in een brief uit 1968. Hij maakt daarin gewag van Bilbo's reizen door de Nevelbergen (waaronder de glijpartij over de gladde stenen in het bos) en dit is rechtstreeks afgeleid van zijn eigen avontuur toen hun gezelschap van Interlaken naar Lauterbrunnen wandelde en uiteindelijk kampeerde in de morenen bij Mürren. Zevenenvijftig jaar later kon Tolkien zich nog herinneren dat hij met pijn in het hart afscheid nam van het uitzicht op de eeuwige sneeuw van de Jungfrau en de Silberhorn. Ze trokken verder langs de Kleine Scheidegg naar Grindelwald en langs de Grote Scheidegg naar Meiringen. Ze vervolgden hun reis naar de Grimselpas en door de Valais naar Brig. Van daaruit gingen ze naar de Aletschgletsjer en Zermatt.
In oktober van datzelfde jaar ging Tolkien studeren aan het Exeter College van de Universiteit van Oxford. Aanvankelijk studeerde hij er klassieke talen, maar ging later Engels studeren. Hij studeerde af in 1915.

### Verloving en huwelijk
Op zestienjarige leeftijd leerde Tolkien Edith Mary Bratt kennen, die drie jaar ouder was. J.R.R. en Hilary Tolkien woonden toen in hetzelfde kosthuis. Humphrey Carpenter schrijft hierover, dat Edith en Ronald geregeld naar tearooms in Birmingham gingen, liefst naar een tearoom met een balkon met uitzicht op straat. Ze zaten daar suikerklontjes in de hoeden van voorbijgangers te gooien en als het suikerpotje leeg was gingen ze naar het volgende tafeltje. Er moest wel iets moois opbloeien tussen twee zo gelijkgestemde mensen. Ze waren allebei wees en hadden beiden behoefte aan genegenheid en die konden ze elkaar ook schenken. In de zomer van 1909 wisten ze dat ze verliefd waren.
Francis Morgan, zijn voogd, vond dat Edith Tolkien te veel afleidde van zijn studie en vond het ook problematisch dat zijn jonge pupil een serieuze relatie had met een protestants meisje. Hij verbood hem haar te zien, te spreken of zelfs maar te schrijven, totdat hij 21 was. Tolkien hield zich strikt aan dit verbod, op een enkele uitzondering na, waardoor Morgan dreigde een einde te maken aan zijn universitaire carrière als hij er niet mee ophield.
Vlak voor zijn 21ste verjaardag schreef Tolkien Edith een brief en verklaarde hij haar zijn liefde en vroeg hij haar ten huwelijk. Edith antwoordde hierop dat ze al verloofd was met een andere man; ze had dit gedaan omdat ze dacht dat Tolkien niet langer om haar gaf. Ze liepen elkaar weer tegen het lijf en bij een spoorwegviaduct bloeide hun liefde weer op. Edith gaf haar verlovingsring terug en vertelde dat ze met Tolkien ging trouwen. Nadat ze verloofd waren, bekeerde Edith zich op aandringen van Tolkien tot het katholieke geloof. In januari 1913 verloofden ze zich in Birmingham en op 22 maart 1916 trouwden ze in Warwick in de Saint Mary Immaculate Catholic Church.

### Eerste Wereldoorlog
Het Verenigd Koninkrijk was ondertussen betrokken bij de Eerste Wereldoorlog. Tolkien nam vrijwillig dienst in het Britse leger en werd tweede luitenant bij de Lancashire Fusiliers. Zijn opleiding bij het 13de (reserve) bataljon in Cannock Chase, Staffordshire duurde elf maanden. Hij werd vervolgens overgeplaatst naar het 11de bataljon van de British Expeditionary Force en hij kwam op 4 juni 1916 in Frankrijk aan. Hierover schreef hij later: "Jonge officieren sneuvelden er bij bosjes. Gescheiden te moeten zijn van mijn vrouw ... ik ging eraan onderdoor."
Tijdens de Slag aan de Somme was Tolkien verbindingsofficier. Hij nam ook deel aan de Slag bij Thiepval. Hij kreeg op 27 oktober 1916 last van loopgravenkoorts, een ziekte die werd overgedragen door luizen, waarvan het wemelde in de loopgraven. Tolkien keerde op 8 november 1916 als oorlogsinvalide terug naar Engeland. Vele van zijn naaste vrienden, onder wie zijn mede TCBS-leden Gilson en Smith, waren gesneuveld. Jaren later zei Tolkien hierover verontwaardigd, dat degenen die zochten naar overeenkomsten tussen zijn boeken en de Eerste Wereldoorlog er volledig naast zaten:
"Men moet werkelijk onder de schaduw van de oorlog raken om de druk ervan volledig te voelen; maar naarmate de jaren verstrijken, schijnt men nu vaak te zijn vergeten dat het geen minder nare ervaring was om in je jeugd door 1914 te worden gegrepen, dan om in 1939 en de volgende jaren bij de oorlog betrokken te raken. Tegen 1918 waren al mijn beste vrienden, op één na, dood.
Een verzwakte en uitgemergelde Tolkien – hij werd afgekeurd voor het front – bracht de rest van de oorlog door in militaire hospitalen of in garnizoensdienst. Toen werd ook de eerste zoon van Edith en J.R.R. geboren, John Francis Reuel Tolkien.

#### Thuisfront
Tijdens zijn herstel in Great Haywood, Staffordshire begon Tolkien met het schrijven van wat hij The Book of Lost Tales noemde. Hij begon met het schrijven van De val van Gondolin. In 1917 en 1918 kwam zijn ziekte steeds terug, maar hij was voldoende hersteld om in eigen land dienst te doen in diverse kazernes en werd bevorderd tot luitenant.
Toen hij gelegerd was in Kingston upon Hull, ging hij samen met Edith wandelen in de bossen vlak bij Roos en daar danste Edith voor hem op een open plek tussen de bloeiende dolle kervel.
"We wandelden in een bos waar de dollekervel groeide, in een zee van witte bloemen."
Deze gebeurtenis vormde de inspiratie voor de kennismaking tussen Beren en Lúthien. Tolkien noemde Edith vaak mijn Lúthien.

### Universitaire carrière en schrijversloopbaan
Na de Eerste Wereldoorlog ging Tolkien aanvankelijk voor de Oxford English Dictionary werken, waar hij zich voornamelijk bezighield met de geschiedenis en etymologie van oorspronkelijk Duitse woorden, beginnend met de letter W. In 1920 werd hij lector in de Engelse taal aan de Universiteit van Leeds en 1924 werd hij er tot hoogleraar benoemd. In Leeds verscheen van zijn hand "A Middle English Vocabulary" en samen met E. V. Gordon een gezaghebbende uitgave van Heer Gawein en de Groene Ridder, die beide decennialang beschouwd werden als academische standaardwerken. In 1925 keerde hij terug naar Oxford en werd daar hoogleraar in de Oud-Engelse taal aan de universiteit.

In die tijd begon Tolkien met het schrijven van De Hobbit (The Hobbit) en de eerste twee delen van In de ban van de ring (The Lord of the Rings). 

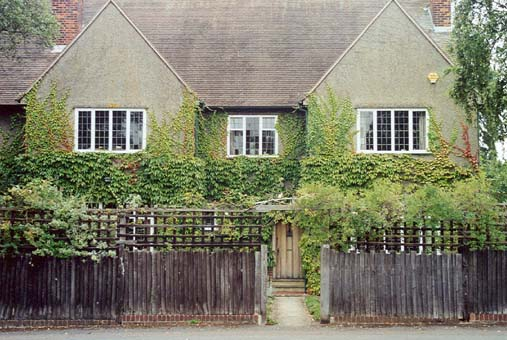
20 Northmoor Road, voormalige huis van J.R.R. Tolkien in Oxford.

Tolkiens verhandeling uit 1936 "Beowulf: the Monsters and the Critics", is van blijvende invloed geweest op het onderzoek naar Beowulf. Lewis E. Nicholson zei dat Tolkiens artikel wordt beschouwd als een keerpunt in de kritiek van Beowulf. Volgens hem legde Tolkien de nadruk op de poëtische aard van het verhaal in plaats van op de meer taalkundige elementen. Destijds werd Beowulf door geleerden over het algemeen geminacht als een kinderachtig verhaal over gevechten met monsters in plaats van een realistisch verhaal over stammenoorlogen. Tolkien stelde dat de schrijver van Beowulf het menselijke lot in algemene zin aan de orde stelde en zich niet beperkte tot stammenoorlogen en dat de monsters daarom noodzakelijk zijn voor het gedicht. In zijn essay laat Tolkien ook zien hoeveel respect hij had voor Beowulf: "Beowulf is een van mijn waardevolste bronnen". Deze invloed is terug te vinden in In de ban van de ring.
In 1945 werd Tolkien hoogleraar in de Engelse taal- en letterkunde aan het Merton College van de Universiteit van Oxford en dat bleef hij tot aan zijn pensioen in 1959. In 1948 voltooide Tolkien In de ban van de ring, bijna tien jaar nadat hij er voor het eerst aan was begonnen.
Tolkien werkte ook mee aan het vertalen van de "Bijbel van Jeruzalem", die in 1966 verscheen.

### Gezin
J.R.R. en Edith Tolkien hadden vier kinderen:
- John Francis Reuel Tolkien (17 november 1917 – 22 januari 2003)
- Michael Hilary Reuel Tolkien (22 oktober 1920 – 27 februari 1984)
- Christopher John Reuel Tolkien (21 november 1924 - 16 januari 2020)
- Priscilla Mary Anne Reuel Tolkien (18 juni 1929 - 28 februari 2022)

Tolkien was dol op zijn kinderen en toen ze nog klein waren stuurde hij ze brieven met tekeningen van de Kerstman. Elk jaar kwamen er meer personages bij, zoals de ijsbeer, het hulpje van de Kerstman, de Sneeuwman, de tuinman, Ilbereth de elf, zijn secretaresse en andere personages. De belangrijkste personages vertelden verhalen over de strijd van de Kerstman tegen de aardmannetjes die op vleermuizen vlogen en over de grappen die de IJsbeer uithaalde.

### Vriendschappen
Tolkien leerde C.S. Lewis kennen in Oxford. Deze was wellicht zijn beste vriend en collega, hoewel hun verhouding bekoelde naarmate ze ouder werden. Ze deelden de liefde voor een goed gesprek, lachen en bier en in mei 1927 maakte Tolkien Lewis lid van de "Coalbiters club", die IJslandse sagen las in het oorspronkelijke Oudnoords. Dit was, zoals Humphrey Carpenter het omschreef "het begin van een lange en ingewikkelde vriendschap." Tolkien en Hugh Dyson brachten C.S. Lewis weer nader tot het christendom. Tijdens hun bijeenkomsten met de Inklings bij Lewis thuis, maar ook privé, las Tolkien op diens verzoek delen uit De Silmarillion, De Hobbit en In de ban van de ring voor aan Lewis.
Door de komst van Charles Williams, die werkte voor de Oxford University Press, veranderde de verhouding tussen Tolkien en Lewis. Lewis' enthousiasme verschoof bijna ongemerkt van Tolkien naar Williams, met name toen Lewis bezig was met het schrijven van zijn derde roman, That Hideous Strength.
Tolkien maakte zich al lang erg druk over wat hij beschouwde als de anti-katholieke houding van Lewis. In een brief aan zijn zoon Christopher zei hij:
"De haat tegen onze Kerk is uiteindelijk het enige echte fundament van de Anglicaanse Kerk – dit is zelfs zo sterk dat het overeind blijft wanneer de overkoepeling lijkt te zijn verdwenen (C.S.L. eerbiedigt het Heilige Sacrament en heeft bewondering voor nonnen!). Maar als een lutheraan in de gevangenis belandt is hij gevechtsklaar; maar als katholieke priesters worden afgeslacht gelooft hij het niet (en ik geloof vast dat hij denkt dat ze erom gevraagd hebben)." 
Lewis' groeiende reputatie als christelijke apologeet en zijn terugkeer naar de Anglicaanse Kerk ergerde Tolkien, die een diepe afkeer had van de Anglicaanse Kerk. Halverwege de jaren veertig vond Tolkien dat Lewis te veel publiciteit kreeg.
Tolkien en Lewis hadden misschien een hechtere band kunnen krijgen toen ze in Headington verbleven, maar Lewis' huwelijk met Joy Davidman verhinderde dit. Tolkien merkte dat Lewis verwachtte dat zijn vrienden hem en zijn vrouw zouden bezoeken. Toen hij in de jaren dertig nog vrijgezel was en de Inklings hun bijeenkomsten hielden, ging hij voorbij aan het feit dat zijn vrienden zelf getrouwd waren. Het hielp ook al niet dat Lewis Tolkien aanvankelijk niets vertelde over zijn huwelijk met Davidman en toen Tolkien daar uiteindelijk achter kwam, kwam hij ook te weten dat Lewis was getrouwd met een gescheiden vrouw. Dit druiste in tegen Tolkiens katholieke geloofsovertuiging. Hij omschreef het huwelijk dan ook als "erg raar".
In de jaren vijftig kwam er een eind aan de geregelde bezoeken van Tolkien aan Lewis, en dit betekende ook het eind van Tolkiens "gezellige" periode, die op school was begonnen met de T.C.B.S. en eindigde met de Inklings in Oxford.
Zijn vriendschap met Lewis leefde later op. Tolkien zei hierover het volgende in een brief aan Priscilla na Lewis' dood in november 1963:
"Tot nu toe heb ik normale dingen gevoeld voor een man van mijn leeftijd – zoals een oude boom die een voor een al zijn bladeren verliest – dit voelt als een bijlslag aan mijn wortels."
W.H. Auden, die als student les had gekregen van Tolkien, was bij gelegenheid ook journalist en stond vanaf medio jaren vijftig tot aan Tolkiens dood op vriendschappelijke voet met hem. De vriendschap was ontstaan doordat Auden geboeid werd door In de ban van de ring. Auden was een van de eerste en belangrijkste critici die zich lovend uitlieten over het boekwerk. Tolkien schreef in een brief uit 1971:
Ik heb de laatste jaren veel te danken gehad aan Auden. Zijn steun en interesse in mijn werk hebben mij in belangrijke mate gestimuleerd. Van begin af aan schreef hij me goede kritieken, notities en brieven, op een moment dat dat nog helemaal niet vanzelfsprekend was. Hij werd er zelfs om bespot.

### Pensioen en latere leven
Tijdens zijn pensioen, van 1959 tot aan zijn dood in 1973, kwam Tolkien geleidelijk aan steeds meer in de publieke belangstelling te staan en groeide zijn bekendheid op literair gebied. Zijn boeken verkochten zo goed dat hij er spijt van had dat hij niet eerder met pensioen was gegaan. Aanvankelijk beantwoordde hij nog graag vragen van zijn fans, maar hij koesterde een zekere achterdocht jegens het ontstaan van fanclubs, vooral onder de hippiebeweging in de Verenigde Staten. In een brief uit 1972 betreurt hij dat hij een idool is geworden, maar geeft hij toe dat "... zelfs de neus van een erg bescheiden idool [...] niet helemaal ongevoelig is voor de zoete geur van wierook!" 
Door de toenemende aandacht van fans zag Tolkien zich genoodzaakt een geheim telefoonnummer aan te vragen en uiteindelijk verhuisde hij samen met Edith naar Bournemouth aan de zuidkust van Engeland.
Op 1 januari 1972 werd Tolkien door koningin Elizabeth II benoemd tot ridder in de Orde van het Britse Rijk en op 28 maart 1972 werd hem de onderscheiding uitgereikt op Buckingham Palace.

### Overlijden

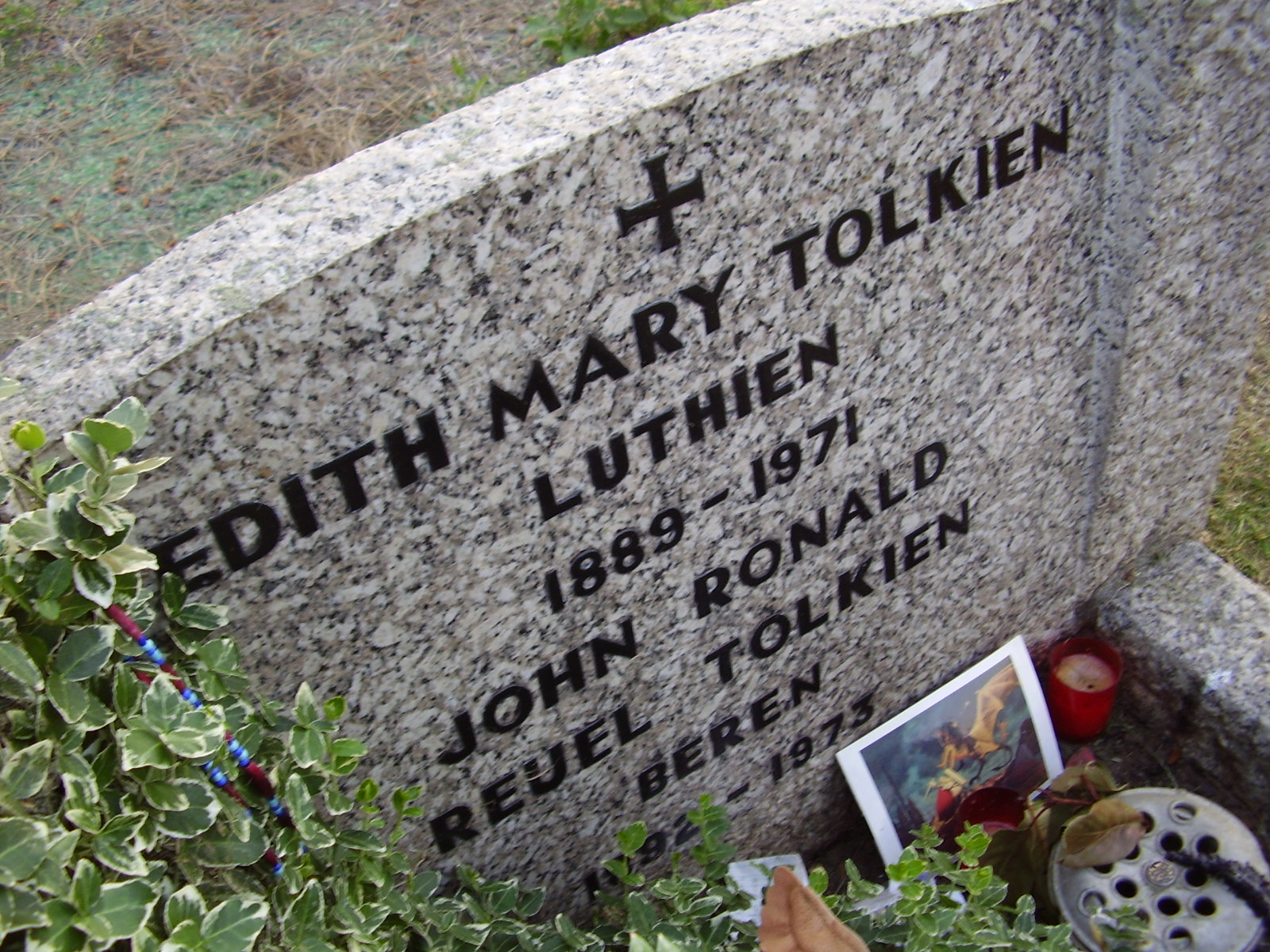
Grafsteen van J.R.R. Tolkien

Edith Tolkien stierf op 29 november 1971, op 82-jarige leeftijd. Tolkien liet de naam Lúthien graveren in de grafsteen op het kerkhof van Wolvercote in Oxford. Toen Tolkien 21 maanden later, op 2 september 1973, op 81-jarige leeftijd overleed, werd hij bijgezet in hetzelfde graf en werd de naam Beren gegraveerd in de grafsteen. Het grafschrift luidt:
Edith Mary Tolkien
Lúthien
John Ronald Reuel Tolkien
Beren

## Opvattingen
Tolkien was een vroom katholiek en hij had voornamelijk conservatieve religieuze en politieke opvattingen. Hij gaf vaak de voorkeur aan oude gebruiken en gewoonten en stelde zich vragen bij sommige innovaties en moderniseringen.
Hij had ook een grote afkeer van de neveneffecten van de industrialisatie, die volgens hem het Britse platteland verwoestten. Bijna zijn hele volwassen leven had hij een afkeer van auto's en ging hij liever fietsen. Deze houding is ook terug te vinden in zijn boeken, met als bekendste voorbeeld de verbeelding van de gedwongen industrialisatie van de Gouw in In de ban van de ring.
Er is veel gezegd en geschreven over mogelijke overeenkomsten tussen Midden-aarde en Tolkiens eigen leven. Van In de ban van de ring wordt vaak beweerd dat het Engeland tijdens en direct na de Tweede Wereldoorlog moet voorstellen. Tolkien trekt hiertegen flink van leer in het voorwoord van de tweede druk van de roman en zegt dat hij toepasselijkheid prefereert boven allegorie. Dit thema wordt nog verder uitgewerkt in zijn essay Over Sprookjesverhalen, waarin hij betoogt dat sprookjes zo treffend zijn, omdat ze soms stroken met de werkelijkheid. Hij komt tot de conclusie dat het christendom ook dit patroon volgt van innerlijke samenhang en uiterlijke waarheid.
Zijn geloof in de fundamentele waarheden van het christendom en hun plaats in de mythologie brengen sommige critici ertoe christelijke thema's te zien in In de ban van de ring, ondanks een opmerkelijk gebrek aan openlijke religieuze verwijzingen. Dit is niet zo verwonderlijk, want de verschijnselen die in onze eigen wereld tot religieuze impulsen leiden, zijn in Midden-aarde een normaal en vanzelfsprekend onderdeel van de natuurlijke omgeving. Tolkien had grote moeite met het gebruik van religieuze verwijzingen in de verhalen van C.S. Lewis, die vaak openlijk allegorisch van aard waren. Tolkien schreef echter dat de plaats van handeling van de Doemberg een toelichting vormde op het Onze Vader.
Zijn voorliefde voor mythes en zijn devote geloof kwamen samen in zijn bewering dat hij geloofde dat de mythologie de goddelijke weerklank is van De Waarheid. Dit standpunt kwam tot uitdrukking in zijn gedicht Mythopoeia en zijn opvatting dat mythes fundamentele waarheden bevatten werd in algemene zin een centraal thema van de Inklings.

### Geloof
Tolkiens geloof speelde een belangrijke rol in de bekering van C.S. Lewis van het atheïsme tot het christendom, maar Tolkien was erg teleurgesteld dat Lewis ervoor koos zich aan te sluiten bij de Anglicaanse Kerk, die Tolkien, in tegenstelling tot de Katholieke Kerk, een zielige en duistere mengeling van half-vergeten tradities en verminkte geloofsopvattingen vond.
In de laatste jaren van zijn leven was Tolkien erg teleurgesteld over bepaalde liturgische hervormingen en veranderingen die werden doorgevoerd na het Tweede Vaticaanse Concilie en zijn kleinzoon Simon Tolkien zegt hierover:
"Ik herinner me nog goed dat ik met hem naar de kerk ging in Bournemouth. Hij was een toegewijde rooms-katholiek en het gebeurde niet lang nadat de Kerk in de liturgie het Latijn had vervangen door het Engels. Mijn grootvader was het hier duidelijk niet mee eens en antwoordde luidop in het Latijn, terwijl de rest van de parochie in het Engels antwoordde. Ik vond het allemaal nogal pijnlijk, maar mijn grootvader was zich van geen kwaad bewust. Hij deed gewoon zoals hij vond dat het hoorde."

### Politiek
Tolkiens zienswijze werd geleid door zijn katholicisme. Toen hij erachter kwam dat Republikeinse doodseskaders tijdens de Spaanse Burgeroorlog kerken verwoestten en op grote schaal priesters en zusters vermoordden, steunde hij de Nationalisten (die later door Franco zouden geleid worden). Na een kennismaking in 1944 had hij ook bewondering voor de Zuid-Afrikaanse dichter en mede-katholiek Roy Campbell. Campbell zou in Spanje hebben gevochten aan de zijde van Franco's leger en daarom beschouwde Tolkien hem als een verdediger van het katholieke geloof. C.S. Lewis daarentegen hekelde in zijn gedichten openlijk Campbells "mengeling van katholicisme en fascisme".
Geleerden zijn het niet eens over de vraag of er racistische of raciale elementen in Tolkiens opvattingen zijn te vinden. Christine Chism onderscheidt de beschuldigingen in drie categorieën: opzettelijk racisme, onbewuste Eurocentrische vooroordelen en latent racisme in Tolkiens vroegere werk (dat zich trouwens tot een bewuste afkeer van racistische tendensen ontwikkelt in zijn latere werk).
Het is bekend dat Tolkien de "rassenleer" en het antisemitisme van de nazi's veroordeelde als "volkomen verderfelijk en onwetenschappelijk". Over de rassenscheiding in Zuid-Afrika zei hij:
"De behandeling van kleurlingen schrikt bijna altijd iedereen af die afkomstig is uit Groot-Brittannië."
In 1968 maakte hij bezwaar tegen de kenschetsing van Midden-aarde als "Noords", omdat hij zei een hekel te hebben aan die term vanwege het verband met racistische theorieën. Tolkien kende alleen maar minachting voor Adolf Hitler, die hij beschuldigde van "het degenereren ... en het voor altijd vervloeken van de edele noordse geest", die hem zo lief was.
In een brief uit 1944 aan zijn zoon Christopher schreef hij:
"Het is bedroevend te zien hoezeer de pers zich tot hetzelfde bedenkelijke niveau verlaagt als Goebbels in zijn hoogtijdagen en met schreeuwende krantenkoppen stelt dat elke Duitse commandant die standhoudt in een wanhopige situatie (wanneer hij daartoe militair genoodzaakt is) een dronkenlap is en een zotte fanatiekeling. Er was een belangrijk artikel in de plaatselijke krant, waarin serieus bepleit werd dat het systematisch uitroeien van de gehele Duitse natie, de enige juiste oplossing was na militaire overwinning: want het zijn, als ik zo vrij mag zijn, ratelslangen en zij kennen het verschil niet tussen goed en kwaad! (En de schrijver dan?) De Duitsers hebben net zoveel recht om te beweren dat Polen en Joden ongedierte zijn en minder dan menselijk, als wij hebben om de Duitsers te veroordelen: met andere woorden, we hebben daar geen enkel recht toe, wat ze dan ook gedaan mogen hebben."
De atoombommen op Hiroshima en Nagasaki vervulden hem met afschuw en hij omschrijft de makers van de atoombom als "deze gestoorde fysici" en als "bouwers van Babel".

## Schrijversloopbaan
Voor "The Book of Lost Tales", dat Tolkien schreef toen hij herstelde van de loopgravenziekte die hij opliep tijdens de Slag aan de Somme, bedacht hij verschillende thema's die later opnieuw werden gebruikt in de opeenvolgende versies van zijn "Legendarium". De twee opvallendste verhalen, de legende van Beren en Lúthien en die van Túrin, werden voortgezet in lange verhalende gedichten (gepubliceerd in "The Lays of Beleriand").

### Invloeden

#### Schrijvers
De duizendpoot William Morris was van grote invloed op Tolkien. Hij wilde Morris' prozaïsche en poëtische avonturenverhalen imiteren en putte er voor In de Ban de van de Ring onder meer inspiratie uit voor de namen van bijvoorbeeld de "Dode Moerassen (Dead Marshes)" en het "Demsterwold (Mirkwood)".
Edward Wyke-Smiths Marvelous Land of the Snergs, met zijn typische personages, heeft een grote invloed gehad op de gebeurtenissen, thema's en beschrijving van Bilbo's volk in De Hobbit. Tolkien schreef dat hij als kind erg onder de indruk was van S.R. Crocketts historische roman The Black Douglas en dat Sauron op zijn schurk, Gilles de Retz, was gebaseerd.
Tolkien noemde Eric Rucker Eddison naar aanleiding van zijn high fantasy-avonturen boek De Worm Ouroboros de grootste en meest overtuigende schrijver van fictieve werelden die hij had gelezen. Tolkien was echter niet gecharmeerd van de naamgeving van de personages in dat boek.

#### Germaanse inspiratie
Tolkien is ook sterk beïnvloed door de Germaanse talen, vooral door de Oudengelse literatuur, poëzie en mythologie. Hij putte inspiratie uit werken als Beowulf, Heer Gawein en de Groene Ridder (Sir Gawain and the Green Knight) en Noorse sagen, zoals de Völsunga-saga en de Hervarar saga, de poëtische Edda, het Nibelungenlied en andere soortgelijke culturele werken.
Ondanks de overeenkomsten tussen zijn werk en de Volsunga saga en het Nibelungenlied, die de basis vormde voor Richard Wagners opera's, vinden critici dat de directe overeenkomsten klein zijn. Zoals zijn uitgever zei: "Beide ringen waren rond, daar houdt de gelijkenis op." Andere critici vinden dat Tolkien het idee van een Ring die de drager heerschappij over de wereld geeft te danken heeft aan Wagner en diens Der Ring des Nibelungen. Twee karaktereigenschappen van de Ene Ring, de vijandige aard en corrumperende macht op gedachten en wil, waren niet aanwezig in de mythologische of historische bronnen, maar spelen wel een centrale rol in Wagners opera. Tolkien zelf gaf toe dat hij Homerus, Sophocles en de Finse Kalevala heeft gebruikt als inspiratie voor zijn verhalen of ideeën.

#### Keltische inspiratie
Uit Tolkiens werk blijkt dat hij aspecten aan de Keltische geschiedenis en legendes heeft ontleend. Maar nadat het manuscript voor Silmarillion was afgewezen, onder andere om zijn Keltische namen, verwierp Tolkien hun Keltische oorsprong:
"Het is onnodig om te zeggen dat ze niet Keltisch zijn! De verhalen zijn dat evenmin. Ik ken Keltische dingen en voel een zekere afkeer ervoor: vooral vanwege hun fundamentele gebrek aan logica. Ze hebben heldere kleuren, maar zijn als een gebroken, aangetaste glazen ruit die weer slordig in elkaar is gezet. Ze zijn in feite 'gek', zoals jouw lezer zegt – maar ik geloof niet dat ik dat ben."

### De Silmarillion
J.R.R. Tolkien schreef een korte "Schets over de Mythologie", waar de verhalen van Beren en Lúthien en van Túrin deel van uitmaakten. Uiteindelijk groeide de 'Schets' uit tot de Quinta Silmarillion, een epische geschiedenis waar Tolkien driemaal aan was begonnen, maar die hij nooit had afgemaakt. Hij hoopte het te publiceren samen met de trilogie In de ban van de ring, maar de uitgevers (zowel Allen & Unwin en Collins) durfden het niet aan. Bovendien waren de kosten voor het drukken van een boek erg hoog in de eerste jaren na de Tweede Wereldoorlog. Dit was tevens een van de redenen dat In de ban van de ring in drie delen werd gepubliceerd.
Deze drie conceptverhalen zijn postuum uitgegeven onder de naam van De Geschiedenis van Midden-Aarde, door zijn zoon Christopher Tolkien, die zijn vaders kladversies heeft bewerkt en toegelicht.
Vanaf 1936 begon hij de geschiedenis uit te breiden door een nieuw verhaal toe te voegen, De Val van Númenor, een verhaal gebaseerd op de legende van Atlantis.

### Kinderboeken
Naast het schrijven van mythologische poëzie, hield Tolkien er ook van om fantasyverhalen te bedenken om zijn kinderen te vermaken. Hier was het boek De Hobbit uit voortgevloeid. Hij schreef ieder jaar brieven van de Kerstman voor hen, waarmee hij een reeks van korte verhalen opbouwde. Deze werden later samengevoegd en uitgegeven. Andere verhalen waren Mr. Bliss, Roverandom, De Smid van Groot-Wolding en Boer Gilles van Ham. Voor deze verhalen gebruikte hij, net als voor De Hobbit ideeën uit zijn Legendarium.

### De Hobbit
Tolkien had nooit verwacht dat zijn verhalen zo populair zouden worden, maar door toeval trok het boek De Hobbit dat hij jaren eerder voor zijn kinderen had geschreven, in 1936 de aandacht van Susan Dagnall, een medewerker van de Londense uitgeverij George Allen & Unwin, die hem overhaalde het te laten uitgeven.
Het boek trok ook de aandacht van volwassenen en het werd zo populair dat de uitgever Tolkien vroeg om een vervolg te schrijven.

### In de ban van de ring
Hoewel hij zich in eerste instantie niet geïnspireerd voelde voor zo'n onderwerp, zorgde dit verzoek ervoor dat Tolkien begon aan zijn beroemdste werk: de epische, driedelige roman In de ban van de ring (gepubliceerd 1954-1955). Tolkien deed er meer dan tien jaar over om de achtergrond te creëren voor de trilogie. Tijdens deze periode kreeg J.R.R. Tolkien steun van zijn vrienden van de Inklings, vooral van zijn beste vriend C.S. Lewis, de auteur van de De Kronieken van Narnia.
De Hobbit en In de ban van de ring zijn beide gebaseerd op de verhalen uit De Silmarillion, maar spelen zich veel later af.
De bedoeling van Tolkien was dat In de ban van de ring een kinderverhaal zou worden in dezelfde stijl als De Hobbit, maar het werd al snel duisterder en serieuzer qua schrijfstijl. Hoewel het een vervolg was op De Hobbit, was het gericht op een ouder publiek en borduurde het voort op de enorme achtergrondverhalen van Beleriand, die Tolkien eerder had geschreven. Deze verhalen werden echter pas na Tolkiens dood gepubliceerd, onder andere in De Silmarillion.
Tolkien liet zelf een grote invloed na op het fantasygenre, dat ontstond na het succes van In de ban van de ring.
In de ban van de ring werd enorm populair in de jaren 60 van de 20e eeuw en is dat sindsdien gebleven. Het is een van de populairste fictiewerken uit de 20ste eeuw, wat zowel uit verkoopcijfers als uit peilingen onder lezers blijkt.
- 1999: "Boek van het Millennium" volgens een peiling van Amazon.com
- 2003: In de ban van de ring is het "meest geliefde Britse boek" volgens een onderzoek van de BBC.
- 2004: "Favoriete Boek" volgens onderzoek door de Australian Broadcasting Channel.
- 2002: Tolkien is de "Grootste Brit" volgens een peiling van de BBC.
- 2004: Tolkien werd vijfendertigste in de lijst van Grootste Zuid-Afrikanen en was daarmee de enige figuur die in beide lijsten verscheen.

De boeken zijn niet alleen enorm populair in Engelssprekende landen. In een peiling uit 2004 vonden 250.000 Duitsers In de ban van de ring hun favoriete literaire werk.

### Postume publicaties
J.R.R. Tolkien had zijn zoon Christopher aangewezen als literaire testamentuitvoerder. Deze publiceerde (met hulp van Guy Gavriel Kay) in 1977 wat ongepubliceerd materiaal onder de titel De Silmarillion. Zijn vader had in 1937 geprobeerd een collectie 'Silmarillion'-materiaal te publiceren, voordat hij In de ban van de ring had geschreven.
In 1980 bracht Christopher nog een verzamelbundel uit onder de titel Nagelaten vertellingen. In de daaropvolgende jaren (1983-1996) publiceerde hij een groot deel van het resterende materiaal, inclusief de aantekeningen van Tolkien zelf in een serie van twaalf delen getiteld De Geschiedenis van Midden-aarde. Deze bevatten onvoltooide, alternatieve en tegenstrijdige verhalen. Tussen In de ban van de ring en De Hobbit, de nauwst gerelateerde werken, bestaat geen onmiddellijk verband, omdat Tolkien de verhalen nooit helemaal op elkaar heeft laten aansluiten qua tradities en achtergrondinformatie.
Toen Tolkien in 1965 bezig was met de derde uitgave van De Hobbit, zei hij dat hij het hele boek graag zou herschrijven, omdat hij de stijl van het proza niet meer goed vond.
In 2007 verscheen de uitgave van De Kinderen van Húrin. De roman vertelt het verhaal van Túrin Turambar en zijn zus Nienor, de kinderen van Húrin Thalion. Het materiaal was samengesteld door Christopher Tolkien uit De Silmarillion, Nagelaten vertellingen, De Geschiedenis van Midden-aarde en ongepubliceerd werk.
In februari 2009 werd The Legend of Sigurd and Gudrún uitgegeven.
In augustus 2015 verscheen The story of Kullervo, een verhaal dat Tolkien schreef tijdens zijn studententijd. The story of Kullervo is gebaseerd op een 19e-eeuws Fins gedicht.
Het 'Departement van Speciale Collecties' en de bibliotheek van de Marquette University in Milwaukee bewaren vele van Tolkiens manuscripten. Ander origineel materiaal wordt bewaard in de Bodleian Library van de Universiteit van Oxford.

## Talen en filologie

### Taalkundige carrière
Tolkiens academische carrière en zijn literaire productie zijn onlosmakelijk verbonden met zijn liefde voor taal en filologie. Hij was gespecialiseerd in de Oudgriekse filologie aan de universiteit, en in 1915 slaagde hij met Oudnoords als een extra vak. Hij werkte vanaf 1918 voor de Oxford English Dictionary. In 1920 ging hij naar de Universiteit van Leeds en begon daar onderzoek van de Engelse taal. Hij gaf colleges over filologie, Oudengels, de geschiedenis van Engeland en over verscheidene Oudengelse en Middelengelse teksten. Hij introduceerde ook de Germaanse, Gotische, Oud-IJslandse en middeleeuws Welshe filologie.
In 1925 solliciteerde Tolkien op drieëndertigjarige leeftijd naar de baan van professor Angelsaksisch, waarbij hij meldde dat enkele van zijn studenten aan de Universiteit van Leeds een Viking Club waren begonnen. Daarnaast had hij ook een zekere kennis van de Finse taal.

### Taalopbouw
zie ook Talen van Arda
Naast zijn professionele werk als filoloog, had Tolkien een grote liefde voor het bedenken van kunsttalen. Dit overschaduwde soms zijn werk zodat hij weinig academisch werk heeft geproduceerd. De best ontwikkelde kunsttalen zijn Quenya en Sindarijns, deze talen werden door de elfen gebruikt. De etymologische connectie tussen deze vormden de kern van zijn Legendarium. Taal en grammatica waren voor Tolkien een zaak van esthetica en fonoësthetica (de klankschoonheid van een taal). Vooral Quenya was gemaakt vanuit fonoësthetische overwegingen en was bedoeld als een soort 'Elfenlatijn'. Daarom was het fonologisch gebaseerd op het Latijn, met ingrediënten uit het Fins, Welsh, Engels en Oudgrieks.
In 1945 kwam er nog een taal bij: Adûnaisch of Númenoriaans, een taal met een Semitisch tintje. Deze taal was verbonden met Tolkiens Atlantis legende, die overeenkomt met zijn ideeën dat talen niet kunnen worden geërfd. Samen met de Tweede Era en het verhaal van Eärendil vormde dit zijn Legendarium.
De populariteit van Tolkiens boeken had een klein maar blijvend effect op het taalgebruik in fantasyliteratuur in het algemeen. Veel woordenboeken accepteren Tolkiens spelling dwarves (dwergen) en dwarvish (dwergs), naast de originele spelling dwarfs en dwarfish.

## Erfenis

### Bewerkingen

#### Illustraties en muziek
In een brief aan Milton Waldman uit 1951 schrijft Tolkien over zijn bedoelingen om een 'geraamte van min of meer samenhangende legendes' te creëren, waarvan:
"...de cyclus tot een majestueus geheel moesten worden gemaakt, maar toch een opening moesten houden voor andere gedachten en handen, die konden schrijven over schilderkunst, muziek en drama."
De handen en gedachten van menig artiest zijn inderdaad geïnspireerd door Tolkiens legendes. Zo kende hij Pauline Baynes persoonlijk. Zij was Tolkiens favoriete tekenaar van De Avonturen van Tom Bombadil en Boer Gilles van Ham. Maar kende hij Donald Swann, die muziek componeerde bij The Road Goes Ever On.
Koningin Margrethe II van Denemarken illustreerde In de ban van de ring aan het begin van de jaren 70. Ze stuurde haar werk naar Tolkien, die verbaasd stond van de overeenkomst tussen haar tekeningen en zijn schetsen.
Toch was Tolkien niet blij met al het artistieke werk dat gebaseerd was op zijn werk en een deel keurde hij af. In 1946 wees hij de illustraties van Horus Engels voor de Duitse editie van De Hobbit af omdat hij ze "te Disney-achtig" waren:
"...Bilbo met een loopneus en Gandalf als iemand met vulgaire humor, in plaats van het Odin-achtige slenteren wat ik in mijn gedachten heb."
Tolkien was sceptisch over het ontstaan van de Tolkien-fanclub in de Verenigde Staten, en in 1954 retourneerde hij de voorstellen voor de kaft van de Amerikaanse uitgave van In de ban van de ring:
"Bedankt voor het sturen van de voorgestelde 'blurbs', die ik heb teruggestuurd. De Amerikanen staan in feite helemaal niet open voor kritiek of verbetering. Maar ik denk dat hun inzet zo armzalig is dat ik me geneigd voel om het zelf te verbeteren."

#### Films
Nadat hij in 1958 een script had ontvangen voor een voorgestelde film afgeleid van In de ban van de ring door Morton Grady Zimmerman, schreef Tolkien:
"Ik zou aan hen willen vragen om te proberen de irritatie van een auteur te begrijpen, die steeds sterker vindt dat zijn werk onzorgvuldig, en hier en daar roekeloos wordt behandeld en zonder duidelijk blijk van begrip waar het allemaal over gaat."

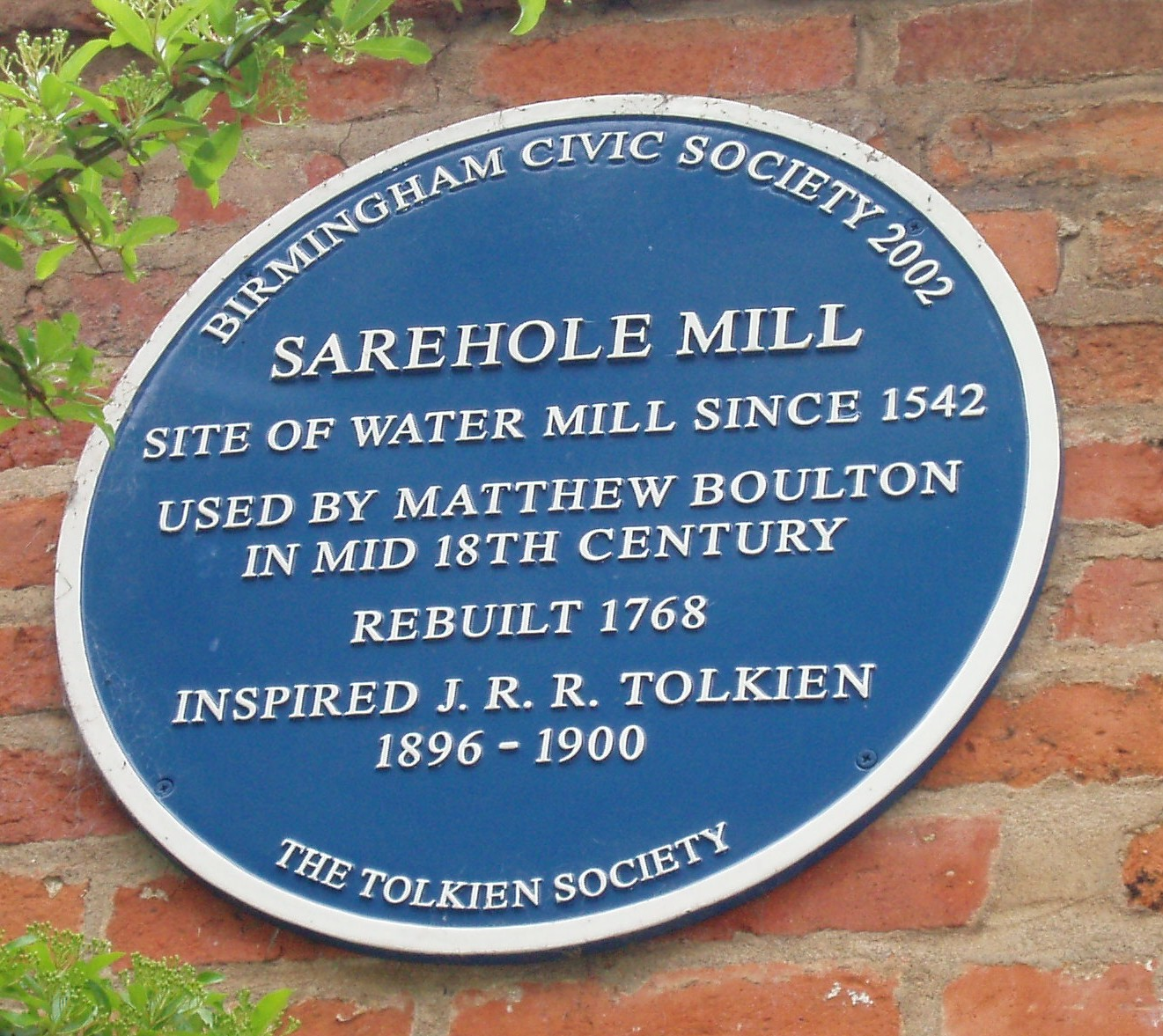
Tolkiens blauwe plaquette bij Sarehole Mill in Birmingham.

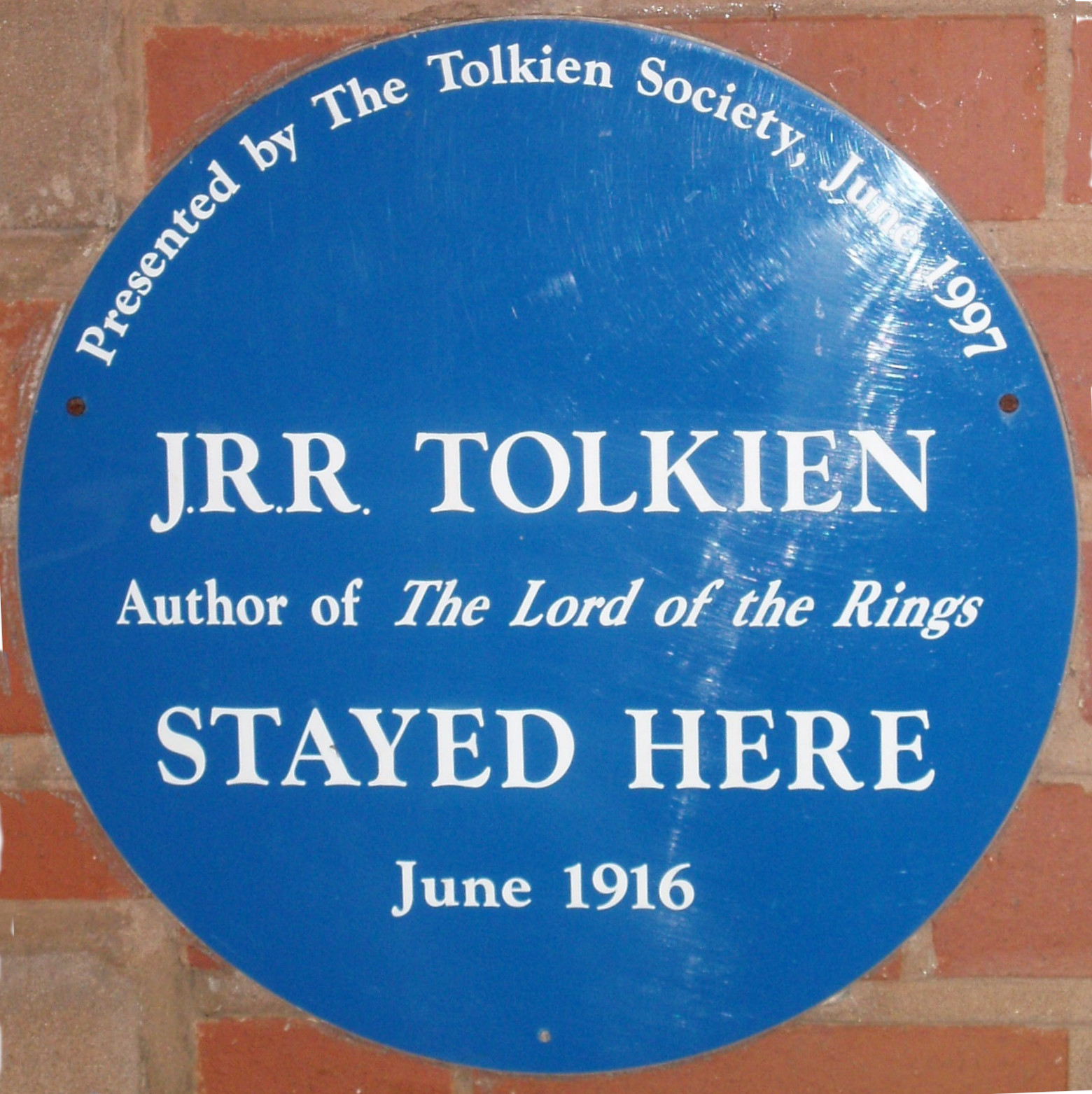
Tolkiens blauwe plaquette bij Plough and Harrow hotel in Birmingham.

Tolkien ging verder met het scène voor scène bekritiseren van het script. In principe stond hij wel open voor het idee van een verfilming. In 1968 verkocht hij de rechten van De Hobbit en In de ban van de ring aan United Artists. Maar Tolkien verbood uitdrukkelijk dat The Walt Disney Company bij de productie betrokken zou worden, want hij koesterde een intense haat voor hun werk.
United Artists maakte nooit een film en dus werden de rechten in 1976 verkocht aan Tolkien Enterprises. De eerste verfilming van In de ban van de ring verscheen een jaar later. De animatiefilm besloeg echter alleen de eerste helft van het verhaal. In 1977 kwam er een geanimeerde productie van De Hobbit en in 1980 een geanimeerde De Terugkeer van de Koning, die enigszins overeenkwam met de onafgemaakte productie uit 1977.
Van 2001 tot 2003 bracht New Line Cinema de The Lord of the Rings trilogie uit. Deze waren gefilmd in Nieuw-Zeeland en zowel geproduceerd als geregisseerd door Peter Jackson. De films waren erg succesvol en wonnen verscheidene Oscars. Jackson knipte The Hobbit als producer en regisseur in drie stukken: in 2012 kwam de film The Hobbit: An Unexpected Journey uit, gevolgd door The Hobbit: The Desolation of Smaug in 2013 en The Hobbit: The Battle of the Five Armies in 2014.

### Tolkien Genootschap Unquendor
Tolkien Genootschap Unquendor is een Nederlandse vereniging die zich bezighoudt met het bevorderen van de interesse voor het werk van J.R.R. Tolkien.

### Auteursrechten
Zie Tolkien Estate.

### Vernoemd
Na zijn dood zijn naar Tolkien genoemd:
- Planetoïde 2675 Tolkien, ontdekt in 1982.
- Tolkien Road in Eastbourne, East Sussex
- Tolkien Way in Stoke-on-Trent is vernoemd naar Tolkiens oudste zoon, John Francis Tolkien, die een priester was bij de dichtbijgelegen Roman Catholic Church of Our Lady of the Angels en St. Peter in Chains.

Er zijn wereldwijd wijken met straatnamen vernoemd naar personages en plaatsen uit zijn werken. Waaronder in Geldrop in Nederland, Warschau in Polen en Jacksonville (Florida), Sumter en Lake Oswego in de Verenigde Staten.

### Blauwe plaquettes
Er zijn zes (blauwe) plaquettes, die plaatsen aangeven waar Tolkien is geweest. Er is er een in Oxford, een in Harrogate en vier in Birmingham.
- De plaquettes in Birmingham markeren drie plaatsen waar hij als kind heeft gewoond, totdat hij naar de Universiteit van Oxford ging, en de vierde bevindt zich op een hotel waar Tolkien in 1916 verbleef.
- De plaquette in Oxford markeert de plaats waar J.R.R. Tolkien De Hobbit en het grootste gedeelte van In de ban van de ring schreef.

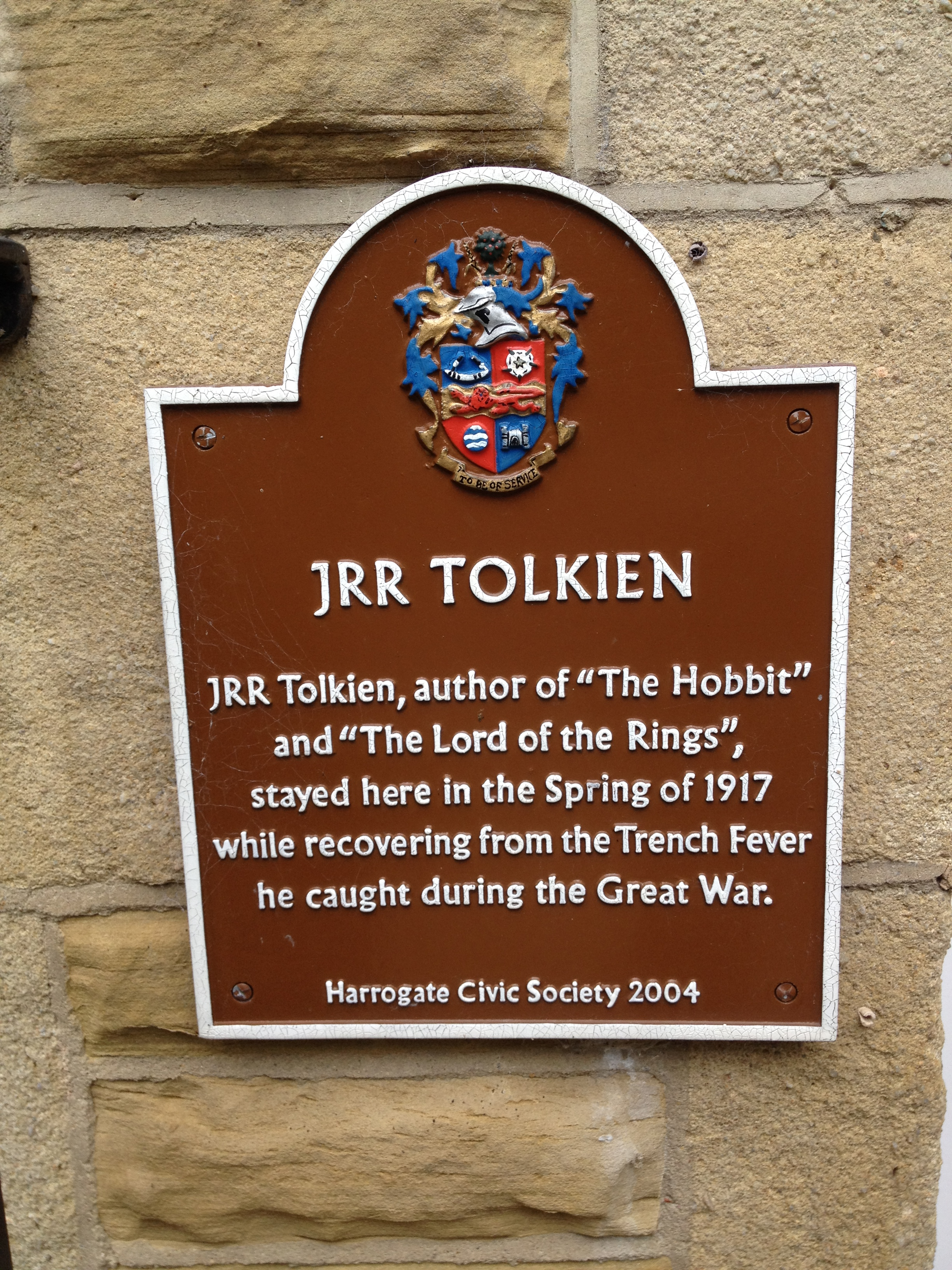
Harrogate, UK.

- Harrogate, UK.De plaquette in Harrogate geeft aan waar Tolkien herstelde van loopgravenkoorts.

### Film
In 2019 is een biografische film uitgebracht, Tolkien, die over het eerste deel van zijn leven gaat, inclusief de Eerste Wereldoorlog. De film is niet geautoriseerd door het Tolkien Estate.

## Bibliografie

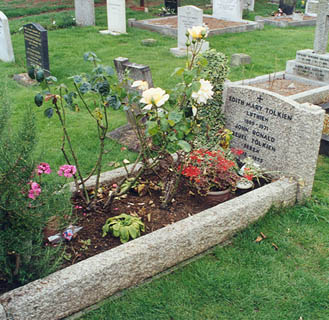
Graf van Edith (overleden 29 november 1971) en J.R.R. Tolkien (overleden 2 september 1973), Wolvercote Cemetery in Oxford